# Abbazia di Foigny
L'abbazia di Foigny è un'antica abbazia cistercense situata à la Bouteille (dipartimento dell'Aisne), oggi non più esistente.

## Storia
Situata tra Origny e Étréaupont, in una valle della Thiérache, a nordest del dipartimento, fu fondata l'11 luglio 1121 da san Bernardo di Chiaravalle e Bartolomeo di Giura, vescovo di Laon.
La chiesa fu costruita sul modello dell'abbazia di Chiaravalle, fatto confermato dagli scavi effettuati nel 1959.
L'abbazia fu prospera, non contando mai meno di cento  monaci e duecento conversi che sfruttavano duemila ettari di proprietà alle porte del laonese. Motore economico della Thiérache, essa ha permesso, insieme alle altre abbazie del settore, di disboscare una terra coperta di foreste e di favorire l'installazione dei primi cense.
Grazie alle generose donazioni dei signori e del clero locale, furono eretti dai monaci numerosi mulini per il grano.
Raoul I di Coucy (1149-1191) vi fu inumato nel luglio 1192.
L'abbazia fu distrutta da un incendio nel 1542.
A partire dal 1722 furono intrapresi grandi lavori. Il convento fu ricostruito nel 1736, ma i lavori si fermarono per mancanza di mezzi. Durante la rivoluzione francese l'abbazia fu saccheggiata e non rimasero che undici religiosi. Nel 1794 gli edifici dell'abbazia furono utilizzati come ospedale militare.

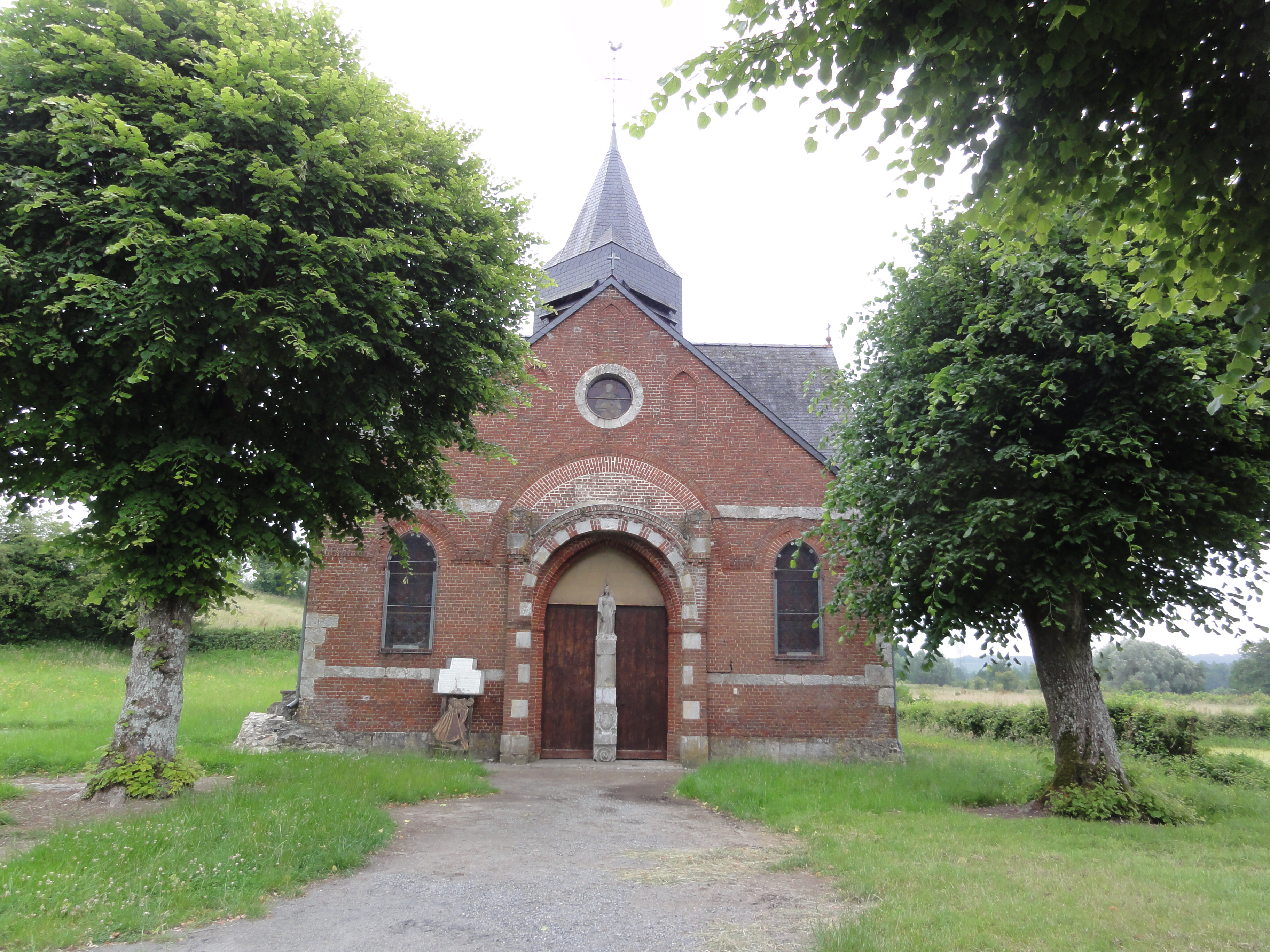
La cappella in ricordo dell'abbazia

Oggi non rimane nulla del suo glorioso passato. Alla fine del XIX secolo fu eretta una cappella sul luogo ov'era il coro dell'antica chiesa abbaziale e il luogo rimane ancor oggi un posto di grande tranquillità ove il ricordo dei monaci e conversi lavoratori sussiste ancora.
Esiste inoltre ancora un mulino la cui parte più antica risale al XII secolo: esso non ha mai cessato la sua attività fino al 2000 e dal 1982 la corrente del fiume Thon permette la produzione di elettricità.

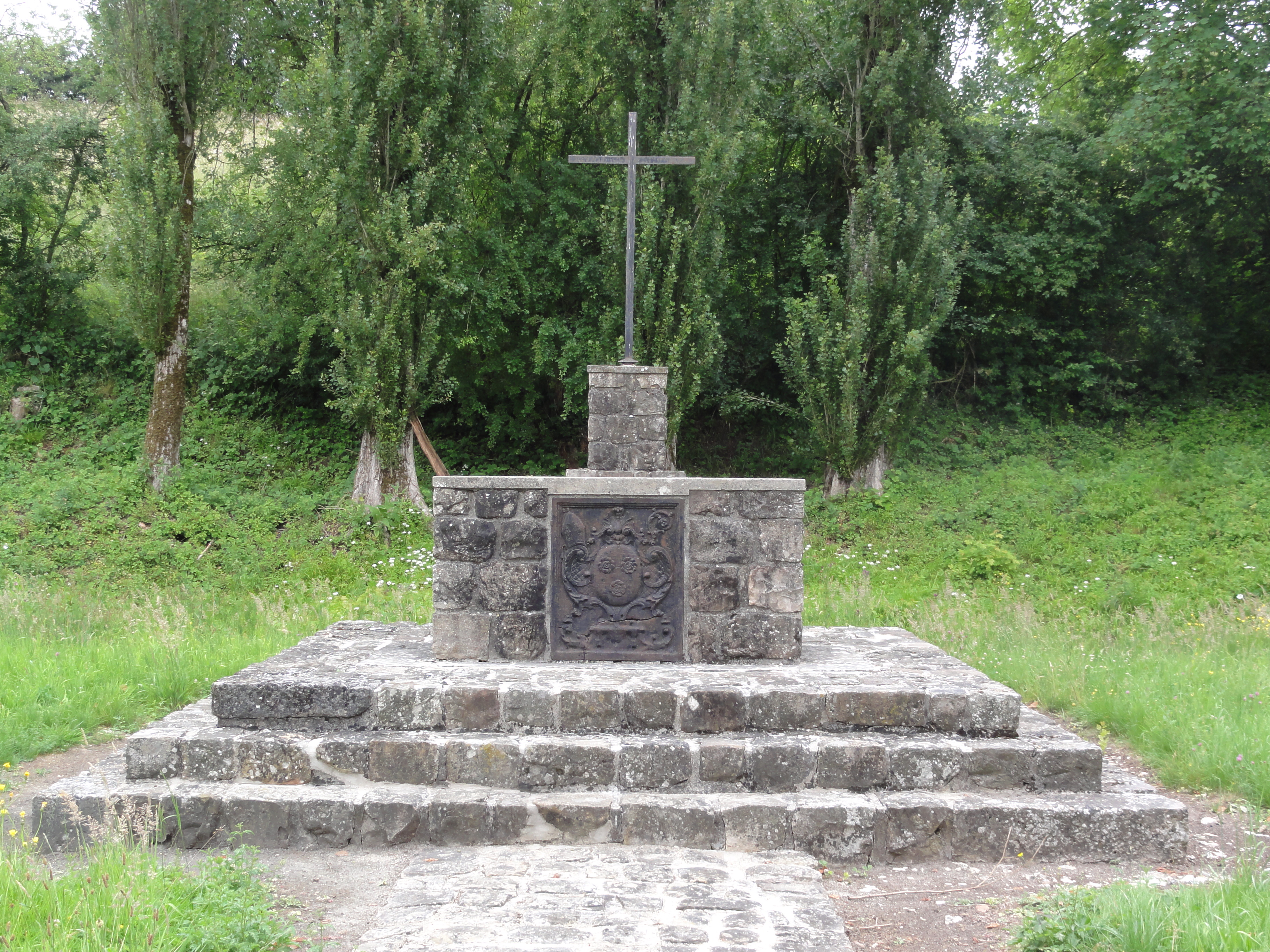
Croce e altare in ricordo dell'abbazia

## Elenco degli abati di Foigny

### Abati regolari
(Elenco incompleto).
- Beato Renaud de Foigny (1121-1131), discepolo di sant Bernardo, che gli ha scritto quattro lettere
- Goswin I (1131 - 1147)
- Robert de Coucy (1148-1169)
- Anselme (1169-1180)
- Odelin, (verso il 1180)
- Gilbert (verso il 1186)
- Simone
- Matthieu I (1224 - 1248)
- Anselmo
- Matthieu II
- Jean de Juvancourt (verso il 1290)
- Jean de Chérines (1314 - 1336)
- Gobert de Watigny o de Wimy (1380-1416)
- Jean Desprez ( - 1465) costretto alle dimissioni
- Louis de Bandouil (1465 - 1493), poi abate di Clairvaux
- Jean de Nieul ( - 1534), ultimo abate regolare di Foigny.

### Abati commendatari
- Robert de Coucy-Vervins, archidiacono di Laon, elemosiniere del re Francesco I (1534 - 1569)
- Bertrand de Marillac (1569 - 1573), vescovo di Rennes
- Jean de Morvilliers
- Jean Lordreau, elemosiniere del re
- Camille de Neufville de Villeroy, arcivescovo di Lione (1616 - 1693)
- Jacques de Goyon de Matignon, (1693 - 1703)
- Armand I de Rohan-Soubise, arcivescovo di Strasburgo (1703 - 1749)
- Jean de La Croix de Castrie, vescovo di Vabres (1754 - 1791)